# Robert Leeshock
Robert Leeshock (Clifton (New Jersey), 13 december 1961) is een Amerikaanse acteur en fotograaf.

## Biografie
Leeshock heeft gestudeerd aan de Cornell-universiteit in Ithaca (New York) en slaagde in 1980 in kunst en wetenschap. Hierna haalde hij in 1984 een diploma in werktuigbouwkunde. Leeshock leerde acteren van Wynn Handman die directeur is van de American Place Theater. Naast zijn acteren is Leeshock actief als professionele fotograaf in zijn studio in New York en werkt ook als fotograaf voor televisie- en filmprojecten.
Leeshock begon in 1983 met acteren in de televisieserie Loving. Hierna heeft hij nog meerdere rollen gespeeld in televisieseries en televisiefilms zoals Beverly Hills, 90210 (1993-1994), Earth: Final Conflict (1998-2002) en One Life to Live (2004-2006).

## Filmografie

### Films
Uitgezonderd korte films.
- 2017 Above Ground - als sheriff Crane
- 2015 Bad Sister - als Gavin Brady
- 2015 Star Leaf - als man met gasmasker
- 2015 Two Dudes on a Couch - als sir Zarry Lerner Esq III jr.
- 2014 Surrender - als Clay
- 2013 Scavenger Killers - als Phil Chaney
- 2011 3 Weeks to Daytona - als Buddy
- 2004 Dead End Road – als Larry LeShockre
- 1995 Empire – als James Lambert
- 1994 Elysian Fields – als Albert Turner
- 1993 Me and Veronica – als Jimmy

### Televisieseries
Uitgezonderd eenmalige gastrollen.
- 2021 General Hospital - als David Hopkins - 2 afl.
- 2005 – 2006 One Life to Live – als Bruce Barlett – 4 afl.
- 1998 – 2002 Earth: Final Conflict – als Liam Kincaid – 67 afl.
- 1998 The Guiding Light – als Eddie Banks – 6 afl.
- 1993 – 1994 Beverly Hills, 90210 – als Keith Christopher – 8 afl.
- 1992 All My Children - als Jay - 10 afl.
- 1991 Loving - als Monty - 10 afl.

## Websites
- (en) Website Robert Leeshock 1
- (en) Website Robert Leeshock 2

- International Standard Name Identifier: 0000 0000 5903 7773
- Library of Congress Control Number: no2009063732
- Virtual International Authority File: 86397522
- WorldCat: E39PBJrm4FtG6HFK6ptDH9K8G3